# Grand Prix Formule 1 van Las Vegas 1981
De Grand Prix Formule 1 van Las Vegas 1981 werd verreden op 17 oktober op het  Caesars Palace Grand Prix Circuit in Las Vegas, Nevada. Het was de vijftiende en laatste race van het seizoen. Carlos Reutemann startte op pole position in de Williams Ford en zijn teamgenoot Alan Jones was de winnaar van de race. Nelson Piquet won voor het eerst de wereldtitel.

## Uitslag
| Positie | Nummer | Rijder             | Team            | Ronden | Tijd/Opgave         | Startplaats | Punten |
| ------- | ------ | ------------------ | --------------- | ------ | ------------------- | ----------- | ------ |
| 1       | 1      | Alan Jones         | Williams-Ford   | 75     | 1:44:09.077         | 2           | 9      |
| 2       | 15     | Alain Prost        | Renault         | 75     | + 20.048            | 5           | 6      |
| 3       | 23     | Bruno Giacomelli   | Alfa Romeo      | 75     | + 20.428            | 8           | 4      |
| 4       | 12     | Nigel Mansell      | Lotus-Ford      | 75     | + 47.473            | 9           | 3      |
| 5       | 5      | Nelson Piquet      | Brabham-Ford    | 75     | + 1:16.438          | 4           | 2      |
| 6       | 26     | Jacques Laffite    | Ligier-Matra    | 75     | + 1:18.175          | 12          | 1      |
| 7       | 7      | John Watson        | McLaren-Ford    | 75     | + 1:18.497          | 6           |        |
| 8       | 2      | Carlos Reutemann   | Williams-Ford   | 74     | + 1 Ronde           | 1           |        |
| 9       | 28     | Didier Pironi      | Ferrari         | 73     | + 2 Rondes          | 18          |        |
| 10      | 20     | Keke Rosberg       | Fittipaldi-Ford | 73     | + 2 Rondes          | 20          |        |
| 11      | 29     | Riccardo Patrese   | Arrows-Ford     | 71     | + 4 Rondes          | 11          |        |
| 12      | 8      | Andrea de Cesaris  | McLaren-Ford    | 69     | + 6 Rondes          | 14          |        |
| 13      | 4      | Michele Alboreto   | Tyrrell-Ford    | 67     | Motor               | 17          |        |
| NC      | 14     | Eliseo Salazar     | Ensign-Ford     | 61     | Not Classified      | 24          |        |
| NF      | 36     | Derek Warwick      | Toleman-Hart    | 43     | Versnellingsbak     | 22          |        |
| NF      | 22     | Mario Andretti     | Alfa Romeo      | 29     | Ophanging           | 10          |        |
| DQ      | 27     | Gilles Villeneuve  | Ferrari         | 22     | Gediskwalificeerd   | 3           |        |
| NF      | 6      | Héctor Rebaque     | Brabham-Ford    | 20     | Gaspedaal           | 16          |        |
| NF      | 33     | Marc Surer         | Theodore-Ford   | 19     | Ophanging           | 23          |        |
| NF      | 3      | Eddie Cheever      | Tyrrell-Ford    | 10     | Motor               | 19          |        |
| NF      | 16     | René Arnoux        | Renault         | 10     | Elektrisch probleem | 13          |        |
| NF      | 25     | Patrick Tambay     | Ligier-Matra    | 2      | Ongeluk             | 7           |        |
| NF      | 11     | Elio de Angelis    | Lotus-Ford      | 2      | Waterlek            | 15          |        |
| NF      | 32     | Jean-Pierre Jarier | Osella-Ford     | 0      | Transmissie         | 21          |        |
| NQ      | 9      | Slim Borgudd       | ATS-Ford        |        |                     |             |        |
| NQ      | 21     | Chico Serra        | Fittipaldi-Ford |        |                     |             |        |
| NQ      | 17     | Derek Daly         | March-Ford      |        |                     |             |        |
| NQ      | 30     | Jacques Villeneuve | Arrows-Ford     |        |                     |             |        |
| NQ      | 35     | Brian Henton       | Toleman-Hart    |        |                     |             |        |
| NQ      | 31     | Beppe Gabbiani     | Osella-Ford     |        |                     |             |        |

## Statistieken
| Pole-position | Carlos Reutemann | Williams-Ford | 1:17.821 |
| Snelste ronde | Didier Pironi    | Ferrari       | 1:20.156 |

## Noot
- Dit was de eerste podiumplaats voor Bruno Giacomelli.
- Eerste wereldtitel voor Nelson Piquet en de derde wereldtitel voor een Braziliaanse coureur. Piquet was de negentiende coureur die wereldkampioen werd.

Grand Prix Formule 1 van de Verenigde Staten: 1908 · 1910 · 1911 · 1912 · 1914 · 1915 · 1916 · 1959 · 1960 · 1961 · 1962 · 1963 · 1964 · 1965 · 1966 · 1967 · 1968 · 1969 · 1970 · 1971 · 1972 · 1973 · 1974 · 1975 · 1976 · 1977 · 1978 · 1979 · 1980 · 1989 · 1990 · 1991 · 2000 · 2001 · 2002 · 2003 · 2004 · 2005 · 2006 · 2007 · 2012 · 2013 · 2014 · 2015 · 2016 · 2017 · 2018 · 2019 · 2021 · 2022 · 2023 · 2024 · 2025 · 2026

Indianapolis 500: 1950 · 1951 · 1952 · 1953 · 1954 · 1955 · 1956 · 1957 · 1958 · 1959 · 1960

Grand Prix Formule 1 van de Verenigde Staten West: 1976 · 1977 · 1978 · 1979 · 1980 · 1981 · 1982 · 1983

Grand Prix Formule 1 van Las Vegas: 1981 · 1982 · 2023 · 2024 · 2025

Grand Prix Formule 1 van de Verenigde Staten Oost: 1982 · 1983 · 1984 · 1985 · 1986 · 1987 · 1988

Grand Prix Formule 1 van Dallas: 1984

Grand Prix Formule 1 van Miami: 2022 · 2023 · 2024 · 2025 · 2026 · 2027 · 2028 · 2029 · 2030 · 2031 · 2032 · 2033 · 2034 · 2035 · 2036 · 2037 · 2038 · 2039 · 2040 · 2041